# Britney Spears/Auszeichnungen für Musikverkäufe

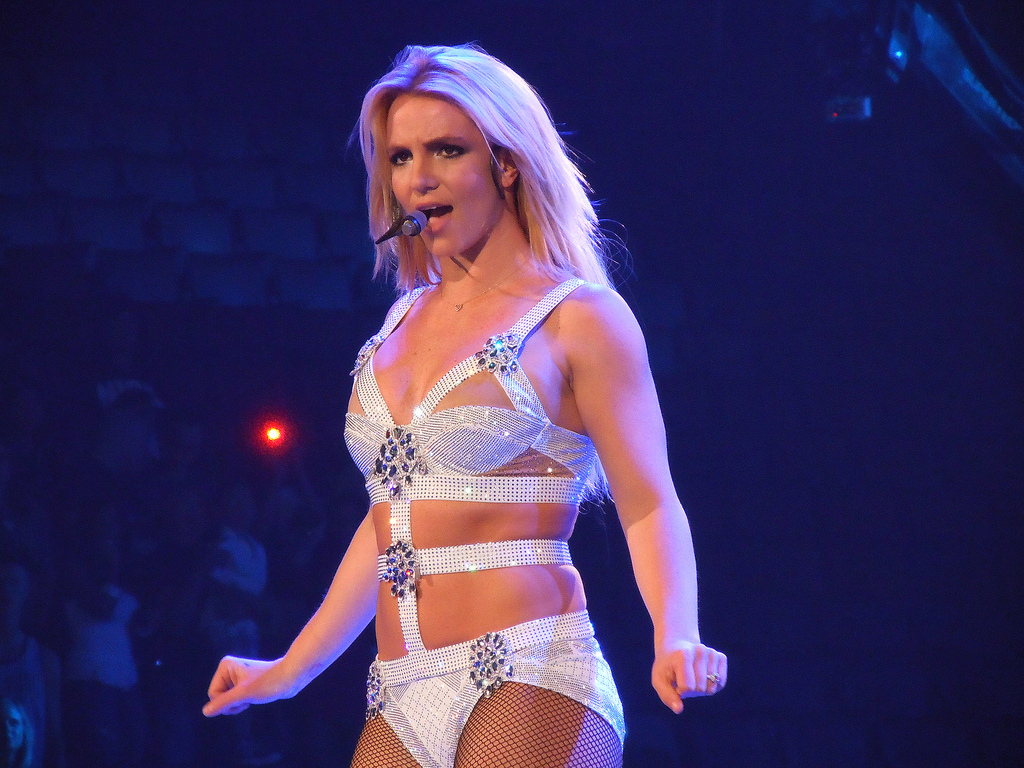
Britney Spears (2011)

Dies ist eine Übersicht über die Auszeichnungen für Musikverkäufe der US-amerikanischen Pop-Sängerin Britney Spears. Die Auszeichnungen finden sich nach ihrer Art (Gold, Platin usw.), nach Staaten getrennt in chronologischer Reihenfolge, geordnet sowie nach den Tonträgern selbst, ebenfalls in chronologischer Reihenfolge, getrennt nach Medium (Alben, Singles usw.), wieder.

## Auszeichnungen
| - Frankreich - 1999: für die Single Sometimes - 2000: für die Single Born to Make You Happy - 2000: für die Single Stronger - 2001: für die Single I’m a Slave 4 U - 2002: für die Single Overprotected - 2004: für die Single Everytime - 2004: für die Single Toxic - Portugal - 2004: für das Videoalbum Live from Vegas - Vereinigtes Königreich - 2017: für die Single Till The World Ends - 2017: für die Single 3 - 2019: für die Single I’m Not a Girl, Not Yet a Woman - 2020: für die Single Hold It Against Me - 2020: für die Single Overprotected - 2021: für die Single If U Seek Amy - 2021: für die Single Me Against the Music - 2024: für das Album The Essential Britney Spears - 2025: für die Single Break the Ice - 2025: für die Single My Prerogative - Argentinien - 2004: für das Album Greatest Hits: My Prerogative - 2008: für das Album Circus (Deluxe) - Australien - 2000: für die Single Stronger - 2001: für die Single I’m a Slave 4 U - 2002: für die Single Overprotected - 2002: für die Single Boys - 2002: für die Single I’m Not a Girl, Not Yet a Woman - 2002: für die Single I Love Rock ’n’ Roll - 2004: für die Single Everytime - 2004: für die Single My Prerogative - 2004: für das Videoalbum In the Zone - 2005: für die Single Do Somethin’ - 2007: für die Single Gimme More - 2009: für die Single If U Seek Amy - 2011: für das Album Femme Fatale - 2011: für die Single I Wanna Go - 2012: für das Videoalbum Britney Spears Live: The Femme Fatale Tour - 2013: für die Single Work Bitch - 2018: für das Album The Singles Collection - 2022: für die Single My Only Wish (This Year) - 2022: für die Single Hold Me Closer - Belgien - 2000: für die Single Lucky - 2001: für die Single I’m a Slave 4 U - 2001: für die Single Don’t Let Me Be the Last to Know - 2003: für das Album In the Zone - 2004: für die Single Everytime - 2004: für das Album Greatest Hits: My Prerogative - 2007: für das Album Blackout - 2008: für das Album Circus - 2009: für die Single Womanizer - 2011: für die Single Till The World Ends - 2023: für die Single Hold Me Closer - Brasilien - 1999: für das Album … Baby One More Time - 2000: für das Album Oops!…I Did It Again - 2001: für das Album Britney - 2003: für das Album In the Zone - 2004: für das Videoalbum In the Zone - 2007: für das Album Blackout - 2011: für das Album Femme Fatale - 2016: für das Album Glory - 2024: für die Single Hold Me Closer - 2024: für die Single S&M (Remix) - Dänemark - 2001: für die Single Stronger - 2001: für die Single Don’t Let Me Be the Last to Know - 2002: für das Album Britney - 2008: für die Single Break the Ice - 2009: für die Single Circus - 2011: für die Single Till the World Ends - 2011: für das Streaming von Till the World Ends - 2014: für das Streaming von Work Bitch - 2021: für das Album Femme Fatale - 2025: für die Single Everytime - Deutschland - 1999: für die Single (You Drive Me) Crazy - 1999: für die Single Born to Make You Happy - 2000: für die Single Lucky - 2000: für die Single Oops!… I Did It Again - 2000: für die Single Stronger - 2001: für das Videoalbum Time Out with Britney Spears - 2002: für das Videoalbum Britney Spears: Live and More! - 2009: für das Album Circus - 2013: für die Single Everytime - 2013: für das Album Greatest Hits: My Prerogative - 2022: für die Single My Only Wish (This Year) - 2023: für die Single Gimme More - 2023: für die Single Piece of Me - 2023: für die Single Womanizer - 2023: für die Single Circus - 2025: für das Album Blackout - Finnland - 1999: für das Album … Baby One More Time - 2002: für das Album Britney - 2006: für das Album In the Zone - 2009: für die Single Womanizer - Frankreich - 2000: für die Single (You Drive Me) Crazy - 2000: für die Single Oops!… I Did It Again - 2007: für das Album Blackout - 2008: für das Album Circus - 2011: für das Album Femme Fatale - 2012: für das Videoalbum Britney Spears Live: The Femme Fatale Tour - GCC - 2009: für das Album Circus - Griechenland - 2004: für das Album In the Zone - 2005: für das Album Greatest Hits: My Prerogative - 2009: für das Album Circus - Irland - 2011: für das Album Femme Fatale - Italien - 2011: für die Single Till The World Ends - 2014: für die Single Work Bitch - 2021: für die Single Oops!… I Did It Again - 2021: für die Single Womanizer - 2022: für die Single Gimme More - Japan - 2005: für das Videoalbum Greatest Hits: My Prerogative – The DVD - 2007: für das Album Blackout - 2009: für das Album Circus - 2011: für die Single Toxic (Mobile Downloads) - 2014: für die Single 3 (Digital) - Kanada - 2007: für die Single Gimme More - 2014: für das Album Britney Jean - 2016: für die Single Make Me… - 2020: für die Single Lucky - 2020: für die Single Stronger - 2022: für die Single Hold Me Closer - 2023: für das Album Glory - Mexiko - 2005: für das Videoalbum Live from Vegas - 2005: für das Videoalbum Britney Spears: In the Zone - 2005: für das Videoalbum Greatest Hits: My Prerogative – The DVD - 2008: für das Album Circus - 2009: für das Album The Singles Collection - 2011: für das Album Femme Fatale - 2012: für die Single Hold It Against Me - 2012: für die Single Till The World Ends - 2014: für das Album Britney Jean - 2014: für die Single Work Bitch - 2022: für die Single Make Me… - Neuseeland - 1999: für die Single Sometimes - 1999: für die Single (You Drive Me) Crazy - 2000: für die Single Stronger - 2001: für das Album Britney - 2003: für das Album In the Zone - 2005: für das Album Greatest Hits: My Prerogative - 2007: für das Album Blackout - 2008: für die Single Womanizer - 2008: für die Single Circus - 2010: für die Single 3 - 2011: für die Single Hold It Against Me - 2011: für die Single Till The World Ends - 2015: für die Single Work Bitch - 2020: für das Album The Singles Collection - 2022: für das Album Femme Fatale - Niederlande - 1999: für die Single Sometimes - 2000: für die Single Oops!… I Did It Again - 2001: für das Album Britney - Norwegen - 2002: für die Single I’m a Slave 4 U - 2003: für die Single Me Against the Music - 2004: für das Album In the Zone - 2004: für die Single My Prerogative - 2004: für das Album Greatest Hits: My Prerogative - Österreich - 2000: für die Single Oops!… I Did It Again - 2000: für die Single Lucky - 2004: für das Album Greatest Hits: My Prerogative - Polen - 2009: für das Album Circus - 2015: für die Single Pretty Girls - 2024: für das Album Femme Fatale - Portugal - 2004: für das Videoalbum Greatest Hits: My Prerogative – The DVD - 2004: für das Album In the Zone - 2022: für die Single Oops!… I Did It Again - 2022: für die Single … Baby One More Time - Schweden - 1999: für die Single Sometimes - 2000: für die Single Stronger - 2001: für das Album Britney - 2002: für die Single I’m a Slave 4 U - 2002: für die Single Overprotected - 2004: für die Single Toxic - 2004: für das Album In the Zone - 2004: für die Single Everytime - 2009: für die Single Piece of Me - 2009: für die Single Womanizer - 2012: für das Album Femme Fatale - Schweiz - 2000: für die Single Oops!… I Did It Again - 2003: für das Album In the Zone - 2004: für das Album Greatest Hits: My Prerogative - 2008: für das Album Circus - 2011: für die Single Till The World Ends - 2022: für die Single Hold Me Closer - Singapur - 2011: für das Album Femme Fatale - 2021: für das Album In the Zone - Spanien - 2004: für das Album In the Zone - 2007: für das Album Greatest Hits: My Prerogative - 2009: für die Single Womanizer - 2024: für die Single Gimme More - Südkorea - 2011: für das Album Femme Fatale - Tschechien - 2011: für das Album Femme Fatale - Ungarn - 2000: für das Album Oops!… I Did It Again - 2002: für das Album Britney - 2004: für das Album In the Zone - 2005: für das Album Greatest Hits: My Prerogative - 2008: für das Album Blackout - 2009: für das Album Circus - Venezuela - 2014: für das Album Britney Jean - Vereinigte Staaten - 2006: für den Mastertone Toxic - 2018: für das Album Britney Jean - 2021: für die Single S&M (Remix) - 2023: für die Single Sometimes - 2023: für die Single My Only Wish (This Year) - 2023: für die Single Overprotected - 2023: für die Single Me Against the Music - 2023: für die Single My Prerogative - 2023: für die Single Do Somethin’ - 2023: für die Single Pretty Girls - Vereinigtes Königreich - 2013: für das Videoalbum Time Out with Britney Spears - 2013: für das Videoalbum Live from Vegas - 2013: für das Videoalbum Britney Spears: In the Zone - 2013: für das Videoalbum Britney: The Videos - 2016: für das Album Femme Fatale - 2021: für die Single Born to Make You Happy - 2021: für die Single Piece of Me - 2021: für die Single (You Drive Me) Crazy - 2023: für die Single Stronger - 2023: für die Single I’m a Slave 4 U - 2023: für die Single Work Bitch - 2023: für die Single My Only Wish (This Year) - 2024: für die Single Lucky | - Frankreich - 2004: für das Album In the Zone - 2005: für das Album Greatest Hits: My Prerogative - Argentinien - 2000: für das Album Oops!… I Did It Again - 2001: für das Album Britney - 2003: für das Album In the Zone - 2003: für das Videoalbum Live from Vegas - Australien - 1999: für die Single Sometimes - 1999: für die Single (You Drive Me) Crazy - 2000: für die Single Oops!… I Did It Again - 2000: für die Single Lucky - 2003: für die Single Me Against the Music - 2004: für das Album In the Zone - 2004: für die Single Toxic - 2008: für das Album Blackout - 2008: für die Single Piece of Me - 2008: für das Videoalbum Live from Vegas - 2009: für die Single Womanizer - 2009: für die Single Circus - 2010: für die Single 3 - 2011: für die Single Hold It Against Me - Belgien - 1999: für die Single Sometimes - 1999: für die Single (You Drive Me) Crazy - 2000: für die Single Oops!… I Did It Again - 2000: für die Single Born to Make You Happy - 2001: für das Album Britney - Dänemark - 2008: für die Single Gimme More - 2008: für die Single Piece of Me - 2009: für die Single Womanizer - 2013: für die Single Scream & Shout - 2021: für die Single Toxic - 2023: für die Single Oops!… I Did It Again - 2024: für die Single … Baby One More Time - 2025: für die Single Hold Me Closer - Deutschland - 2002: für das Album Britney - 2025: für das Album In the Zone - Europa - 2004: für das Album In the Zone - 2005: für das Album Greatest Hits: My Prerogative - Finnland - 2000: für das Album Oops!… I Did It Again - 2005: für das Album Greatest Hits: My Prerogative - Frankreich - 1999: für die Single … Baby One More Time - 2000: für das Album Oops!… I Did It Again - 2001: für das Videoalbum Britney Spears: Live and More! - 2003: für das Videoalbum Live from Vegas - 2003: für das Videoalbum The Videos - 2003: für das Album Britney - 2004: für das Videoalbum In the Zone - 2004: für das Videoalbum Greatest Hits: My Prerogative – The DVD - 2013: für die Single Scream & Shout - 2024: für die Single Hold Me Closer - Irland - 2007: für das Album Blackout - 2008: für das Album Circus - Italien - 2001: für das Album Britney - 2021: für die Single Toxic - 2023: für die Single … Baby One More Time - 2024: für die Single Hold Me Closer - Japan - 1999: für das Album … Baby One More Time - 2000: für das Album Oops!… I Did It Again - 2001: für das Album Britney - 2003: für das Album In the Zone - Kanada - 2008: für den Ringtone Piece of Me - 2013: für die Single Work Bitch - 2020: für die Single Oops!… I Did It Again - 2023: für das Album Greatest Hits: My Prerogative - Mexiko - 2003: für das Album In the Zone - Neuseeland - 2000: für die Single Lucky - 2009: für das Album Circus - 2014: für die Single Piece of Me - 2020: für das Album The Essential Britney Spears - 2022: für die Single Gimme More - Niederlande - 1999: für die Single … Baby One More Time - Norwegen - 1999: für das Album … Baby One More Time - 2000: für das Album Oops!… I Did It Again - 2004: für die Single Toxic - 2004: für die Single Everytime - Österreich - 1999: für die Single … Baby One More Time - 2001: für das Album Britney - 2002: für das Album … Baby One More Time - 2003: für das Album In the Zone - 2013: für die Single Scream & Shout - 2024: für die Single Hold Me Closer - Polen - 1999: für das Album … Baby One More Time - 2000: für das Album Oops!… I Did It Again - 2023: für die Single Hold Me Closer - 2024: für das Album Blackout - 2024: für das Album In the Zone - Portugal - 2004: für das Album Greatest Hits: My Prerogative - 2022: für die Single Toxic - Russland - 2011: für das Album Femme Fatale - Schweden - 1999: für die Single … Baby One More Time - 1999: für die Single (You Drive Me) Crazy - 2000: für das Album … Baby One More Time - 2000: für die Single Born to Make You Happy - 2000: für die Single Lucky - 2000: für das Album Oops!… I Did It Again - 2012: für die Single I Wanna Go - 2014: für die Single Work Bitch - Schweiz - 1999: für die Single … Baby One More Time - 1999: für das Album … Baby One More Time (Zomba Label Group) - 2000: für das Album … Baby One More Time (Jive Records) - 2002: für das Album Britney - Spanien - 2001: für das Album Britney - 2024: für die Single … Baby One More Time - 2024: für die Single Scream & Shout - 2024: für die Single Toxic - 2024: für die Single Hold Me Closer - 2024: für die Single Oops!… I Did It Again - Südafrika - 2002: für das Album Britney - Uruguay - 2000: für das Album Oops!… I Did It Again - Vereinigte Staaten - 2000: für die Single From the Bottom of My Broken Heart - 2004: für das Videoalbum Britney Spears: In the Zone - 2004: für das Album Greatest Hits: My Prerogative - 2011: für das Album Femme Fatale - 2011: für das Videoalbum Britney Spears Live: The Femme Fatale Tour - 2018: für die Single Make Me… - 2023: für die Single (You Drive Me) Crazy - 2023: für die Single Lucky - 2023: für die Single Stronger - 2023: für die Single I’m a Slave 4 U - 2023: für die Single Everytime - 2023: für die Single Break the Ice - 2023: für die Single Radar - 2023: für die Single Criminal - 2024: für die Single Hold Me Closer - Vereinigtes Königreich - 2002: für das Album Britney - 2004: für das Album In the Zone - 2009: für das Album Circus - 2013: für das Videoalbum Britney Spears: Live and More! - 2019: für die Single Womanizer - 2020: für das Album Blackout - 2022: für die Single Gimme More - 2023: für die Single Sometimes - 2023: für die Single Everytime - 2024: für die Single Circus - 2025: für die Single Hold Me Closer | - Deutschland - 1999: für die Single … Baby One More Time - 2000: für das Album … Baby One More Time - 2023: für die Single Toxic - Australien - 2002: für das Album Britney - 2005: für das Album Greatest Hits: My Prerogative - 2009: für das Album Circus - 2011: für die Single Till The World Ends - Belgien - 2013: für die Single Scream & Shout - Dänemark - 2023: für das Album In the Zone - 2025: für das Album Circus - Europa - 2002: für das Album Britney - Frankreich - 2001: für das Album … Baby One More Time - Kanada - 2008: für den Ringtone Gimme More - 2010: für die Single 3 - 2023: für das Album Blackout - 2023: für das Album Femme Fatale - Mexiko - 2000: für das Album Oops!… I Did It Again - Neuseeland - 2000: für das Album Oops!… I Did It Again - 2024: für die Single … Baby One More Time - 2025: für die Single Oops!… I Did It Again - Niederlande - 2000: für das Album Oops!… I Did It Again - Norwegen - 2000: für die Single … Baby One More Time - Österreich - 2001: für das Album Oops!… I Did It Again - Portugal - 1999: für das Album … Baby One More Time - Russland - 2003: für das Album In the Zone - 2004: für das Album Greatest Hits: My Prerogative - 2008: für das Album Circus - Schweden - 2000: für die Single Oops!… I Did It Again - 2012: für die Single Hold It Against Me - Schweiz - 2000: für das Album Oops!… I Did It Again - 2013: für die Single Scream & Shout - Spanien - 2001: für das Album Oops!… I Did It Again - Vereinigte Staaten - 2002: für das Videoalbum Britney: The Videos - 2002: für das Videoalbum Live from Vegas - 2004: für das Videoalbum Greatest Hits: My Prerogative – The DVD - 2023: für das Album Blackout - 2023: für die Single Piece of Me - 2023: für die Single If U Seek Amy - 2023: für die Single Hold It Against Me - 2023: für die Single I Wanna Go - 2023: für die Single Work Bitch - Vereinigtes Königreich - 2021: für die Single Scream & Shout - 2024: für das Album The Singles Collection - 2025: für die Single Oops!… I Did It Again - Mexiko - 2000: für das Album … Baby One More Time - 2013: für die Single Scream & Shout - Australien - 1999: für die Single … Baby One More Time - 2000: für das Album Oops!… I Did It Again - 2008: für das Videoalbum Greatest Hits: My Prerogative – The DVD - Belgien - 1999: für die Single … Baby One More Time - 2000: für das Album … Baby One More Time - 2000: für das Album Oops!… I Did It Again - Dänemark - 2013: für das Streaming von Scream & Shout - 2020: für das Album Greatest Hits: My Prerogative - 2023: für das Album … Baby One More Time - 2024: für die Single My Only Wish (This Year) - Deutschland - 2001: für das Album Oops!… I Did It Again - Japan - 2005: für das Album Greatest Hits: My Prerogative - Kanada - 2002: für das Album Britney - 2004: für das Album In the Zone - Neuseeland - 2000: für das Album … Baby One More Time - 2014: für die Single Scream & Shout - Niederlande - 2000: für das Album … Baby One More Time - Russland - 2008: für das Album Blackout - Schweden - 2012: für die Single Till The World Ends - 2013: für die Single Scream & Shout - Spanien - 1999: für das Album … Baby One More Time - Vereinigte Staaten - 2000: für das Videoalbum Time Out with Britney Spears - 2001: für das Videoalbum Britney Spears: Live and More! - 2013: für die Single Scream & Shout - 2023: für das Album In the Zone - 2023: für das Album Circus - 2023: für die Single 3 - Vereinigtes Königreich - 2002: für das Album Oops!… I Did It Again - 2013: für das Album Greatest Hits: My Prerogative - 2024: für die Single Toxic - Argentinien - 2000: für das Album … Baby One More Time - Australien - 2000: für das Album … Baby One More Time - Deutschland - 2023: für die Single Scream & Shout - Europa - 2000: für das Album … Baby One More Time - 2001: für das Album Oops!… I Did It Again - Italien - 2014: für die Single Scream & Shout - Kanada - 2000: für das Videoalbum Time Out with Britney Spears - 2023: für das Album Circus - Neuseeland - 2025: für die Single Toxic - Vereinigte Staaten - 2001: für das Album Britney - 2023: für die Single Gimme More - 2023: für die Single Till The World Ends - 2025: für die Single Oops!… I Did It Again - Vereinigtes Königreich - 2013: für das Album … Baby One More Time - 2024: für die Single … Baby One More Time - Kanada - 2000: für das Album Oops!… I Did It Again - Vereinigte Staaten - 2023: für die Single … Baby One More Time - 2023: für die Single Circus - Australien - 2013: für die Single Scream & Shout - Kanada - 2023: für das Album The Singles Collection - Vereinigte Staaten - 2023: für die Single Toxic - 2023: für die Single Womanizer - Vereinigte Staaten - 2004: für das Album … Baby One More Time - Brasilien - 2024: für die Single Scream & Shout - Kanada - 2000: für das Album … Baby One More Time - Vereinigte Staaten - 2005: für das Album Oops!… I Did It Again |

## Auszeichnungen nach Alben

### … Baby One More Time
| Land/Region                  | Auszeichnungen für Musikverkäufe (Land/Region, Auszeichnung, Verkäufe) | Verkäufe    |
| ---------------------------- | ---------------------------------------------------------------------- | ----------- |
| Argentinien (CAPIF)          | 4× Platin                                                              | 240.000     |
| Australien (ARIA)            | 4× Platin                                                              | 280.000     |
| Belgien (BRMA)               | 3× Platin                                                              | (150.000)   |
| Brasilien (PMB)              | Gold                                                                   | 100.000     |
| Dänemark (IFPI)              | 3× Platin                                                              | (60.000)    |
| Deutschland (BVMI)           | 3× Gold                                                                | (750.000)   |
| Europa (IFPI)                | 4× Platin                                                              | 4.000.000   |
| Finnland (IFPI)              | Gold                                                                   | (37.865)    |
| Frankreich (SNEP)            | 2× Platin                                                              | (600.000)   |
| Japan (RIAJ)                 | Platin                                                                 | 200.000     |
| Kanada (MC)                  | Diamant                                                                | 1.000.000   |
| Mexiko (AMPROFON)            | 5× Gold                                                                | 375.000     |
| Neuseeland (RMNZ)            | 3× Platin                                                              | 45.000      |
| Niederlande (NVPI)           | 3× Platin                                                              | (240.000)   |
| Norwegen (IFPI)              | Platin                                                                 | (50.000)    |
| Österreich (IFPI)            | Platin                                                                 | (50.000)    |
| Polen (ZPAV)                 | Platin                                                                 | (100.000)   |
| Portugal (AFP)               | 2× Platin                                                              | (80.000)    |
| Schweden (IFPI)              | Platin                                                                 | (80.000)    |
| Schweiz (IFPI)               | Platin (Zomba Label Group) · + Platin (Jive Records)                   | (100.000)   |
| Spanien (Promusicae)         | 3× Platin                                                              | (300.000)   |
| Vereinigte Staaten (RIAA)    | 14× Platin                                                             | 14.000.000  |
| Vereinigtes Königreich (BPI) | 4× Platin                                                              | (1.210.000) |
| Insgesamt                    | 4× Gold · 49× Platin · 2× Diamant ·                                    | 20.240.000  |

### Oops!… I Did It Again
| Land/Region                  | Auszeichnungen für Musikverkäufe (Land/Region, Auszeichnung, Verkäufe) | Verkäufe   |
| ---------------------------- | ---------------------------------------------------------------------- | ---------- |
| Argentinien (CAPIF)          | Platin                                                                 | 60.000     |
| Australien (ARIA)            | 3× Platin                                                              | 210.000    |
| Belgien (BRMA)               | 3× Platin                                                              | (150.000)  |
| Brasilien (PMB)              | Gold                                                                   | 100.000    |
| Deutschland (BVMI)           | 3× Platin                                                              | (900.000)  |
| Europa (IFPI)                | 4× Platin                                                              | 4.000.000  |
| Finnland (IFPI)              | Platin                                                                 | (54.274)   |
| Frankreich (SNEP)            | Platin                                                                 | (300.000)  |
| Japan (RIAJ)                 | Platin                                                                 | 200.000    |
| Kanada (MC)                  | 5× Platin                                                              | 710.000    |
| Mexiko (AMPROFON)            | 2× Platin                                                              | 300.000    |
| Neuseeland (RMNZ)            | 2× Platin                                                              | 30.000     |
| Niederlande (NVPI)           | 2× Platin                                                              | (160.000)  |
| Norwegen (IFPI)              | Platin                                                                 | (50.000)   |
| Österreich (IFPI)            | 2× Platin                                                              | (100.000)  |
| Polen (ZPAV)                 | Platin                                                                 | (100.000)  |
| Schweden (IFPI)              | Platin                                                                 | (80.000)   |
| Schweiz (IFPI)               | 2× Platin                                                              | (100.000)  |
| Spanien (Promusicae)         | 2× Platin                                                              | (200.000)  |
| Südkorea (KMCA)              | —                                                                      | 109.800    |
| Ungarn (MAHASZ)              | Gold                                                                   | (25.000)   |
| Uruguay (CUD)                | Platin                                                                 | 6.000      |
| Vereinigte Staaten (RIAA)    | Diamant                                                                | 10.000.000 |
| Vereinigtes Königreich (BPI) | 3× Platin                                                              | (917.000)  |
| Insgesamt                    | 2× Gold · 41× Platin · 1× Diamant ·                                    | 15.725.800 |

### Britney
| Land/Region                  | Auszeichnungen für Musikverkäufe (Land/Region, Auszeichnung, Verkäufe) | Verkäufe  |
| ---------------------------- | ---------------------------------------------------------------------- | --------- |
| Argentinien (CAPIF)          | Platin                                                                 | 40.000    |
| Australien (ARIA)            | 2× Platin                                                              | 140.000   |
| Belgien (BRMA)               | Platin                                                                 | (50.000)  |
| Brasilien (PMB)              | Gold                                                                   | 50.000    |
| Dänemark (IFPI)              | Gold                                                                   | (25.000)  |
| Deutschland (BVMI)           | Platin                                                                 | (300.000) |
| Europa (IFPI)                | 2× Platin                                                              | 2.000.000 |
| Finnland (IFPI)              | Gold                                                                   | (16.551)  |
| Frankreich (SNEP)            | Platin                                                                 | (300.000) |
| Italien (FIMI)               | Platin                                                                 | (100.000) |
| Japan (RIAJ)                 | Platin                                                                 | 200.000   |
| Kanada (MC)                  | 3× Platin                                                              | 316.000   |
| Mexiko (AMPROFON)            | Platin                                                                 | 150.000   |
| Neuseeland (RMNZ)            | Gold                                                                   | 7.500     |
| Niederlande (NVPI)           | Gold                                                                   | (40.000)  |
| Österreich (IFPI)            | Platin                                                                 | (40.000)  |
| Schweden (IFPI)              | Gold                                                                   | (40.000)  |
| Schweiz (IFPI)               | Platin                                                                 | (40.000)  |
| Spanien (Promusicae)         | Platin                                                                 | (100.000) |
| Südafrika (RISA)             | Platin                                                                 | 50.000    |
| Ungarn (MAHASZ)              | Gold                                                                   | (10.000)  |
| Vereinigte Staaten (RIAA)    | 4× Platin                                                              | 4.400.000 |
| Vereinigtes Königreich (BPI) | Platin                                                                 | (477.000) |
| Insgesamt                    | 7× Gold · 23× Platin ·                                                 | 7.353.500 |

### In the Zone
| Land/Region                  | Auszeichnungen für Musikverkäufe (Land/Region, Auszeichnung, Verkäufe) | Verkäufe    |
| ---------------------------- | ---------------------------------------------------------------------- | ----------- |
| Argentinien (CAPIF)          | Platin                                                                 | 40.000      |
| Australien (ARIA)            | Platin                                                                 | 70.000      |
| Belgien (BRMA)               | Gold                                                                   | 25.000      |
| Brasilien (PMB)              | Gold                                                                   | 50.000      |
| Dänemark (IFPI)              | 2× Platin                                                              | 40.000      |
| Deutschland (BVMI)           | Platin                                                                 | 200.000     |
| Europa (IFPI)                | Platin                                                                 | (1.000.000) |
| Finnland (IFPI)              | Gold                                                                   | 15.052      |
| Frankreich (SNEP)            | 2× Gold                                                                | 200.000     |
| Griechenland (IFPI)          | Gold                                                                   | 10.000      |
| Japan (RIAJ)                 | Platin                                                                 | 250.000     |
| Kanada (MC)                  | 3× Platin                                                              | 300.000     |
| Mexiko (AMPROFON)            | Platin                                                                 | 100.000     |
| Neuseeland (RMNZ)            | Gold                                                                   | 7.500       |
| Norwegen (IFPI)              | Gold                                                                   | 20.000      |
| Österreich (IFPI)            | Platin                                                                 | 30.000      |
| Polen (ZPAV)                 | Platin                                                                 | 20.000      |
| Portugal (AFP)               | Gold                                                                   | 20.000      |
| Russland (NFPF)              | 2× Platin                                                              | 40.000      |
| Schweden (IFPI)              | Gold                                                                   | 30.000      |
| Schweiz (IFPI)               | Gold                                                                   | 20.000      |
| Singapur (RIAS)              | Gold                                                                   | 5.000       |
| Spanien (Promusicae)         | Gold                                                                   | 50.000      |
| Tschechien (IFPI)            | —                                                                      | 10.000      |
| Ungarn (MAHASZ)              | Gold                                                                   | 10.000      |
| Vereinigte Staaten (RIAA)    | 3× Platin                                                              | 3.000.000   |
| Vereinigtes Königreich (BPI) | Platin                                                                 | 540.000     |
| Insgesamt                    | 14× Gold · 19× Platin ·                                                | 5.102.552   |

### Greatest Hits: My Prerogative
| Land/Region                  | Auszeichnungen für Musikverkäufe (Land/Region, Auszeichnung, Verkäufe) | Verkäufe    |
| ---------------------------- | ---------------------------------------------------------------------- | ----------- |
| Argentinien (CAPIF)          | Gold                                                                   | 20.000      |
| Australien (ARIA)            | 2× Platin                                                              | 140.000     |
| Belgien (BRMA)               | Gold                                                                   | 25.000      |
| Dänemark (IFPI)              | 3× Platin                                                              | 60.000      |
| Deutschland (BVMI)           | Gold                                                                   | 100.000     |
| Europa (IFPI)                | Platin                                                                 | (1.000.000) |
| Finnland (IFPI)              | Platin                                                                 | 30.623      |
| Frankreich (SNEP)            | 2× Gold                                                                | 200.000     |
| Griechenland (IFPI)          | Gold                                                                   | 10.000      |
| Japan (RIAJ)                 | 3× Platin                                                              | 750.000     |
| Kanada (MC)                  | Platin                                                                 | 100.000     |
| Neuseeland (RMNZ)            | Gold                                                                   | 7.500       |
| Norwegen (IFPI)              | Gold                                                                   | 20.000      |
| Österreich (IFPI)            | Gold                                                                   | 15.000      |
| Portugal (AFP)               | Platin                                                                 | 40.000      |
| Russland (NFPF)              | 2× Platin                                                              | 40.000      |
| Schweiz (IFPI)               | Gold                                                                   | 20.000      |
| Spanien (Promusicae)         | Gold                                                                   | 50.000      |
| Ungarn (MAHASZ)              | Gold                                                                   | 10.000      |
| Vereinigte Staaten (RIAA)    | Platin                                                                 | 1.800.000   |
| Vereinigtes Königreich (BPI) | 3× Platin                                                              | 1.000.000   |
| Insgesamt                    | 12× Gold · 18× Platin ·                                                | 4.463.123   |

### B in the Mix: The Remixes
| Land/Region               | Auszeichnungen für Musikverkäufe (Land/Region, Auszeichnung, Verkäufe) | Verkäufe |
| ------------------------- | ---------------------------------------------------------------------- | -------- |
| Vereinigte Staaten (RIAA) | —                                                                      | 138.000  |
| Insgesamt                 | —                                                                      | 138.000  |

### Blackout
| Land/Region                  | Auszeichnungen für Musikverkäufe (Land/Region, Auszeichnung, Verkäufe) | Verkäufe  |
| ---------------------------- | ---------------------------------------------------------------------- | --------- |
| Australien (ARIA)            | Platin                                                                 | 70.000    |
| Belgien (BRMA)               | Gold                                                                   | 15.000    |
| Brasilien (PMB)              | Gold                                                                   | 30.000    |
| Deutschland (BVMI)           | Gold                                                                   | 100.000   |
| Frankreich (SNEP)            | Gold                                                                   | 75.000    |
| Irland (IRMA)                | Platin                                                                 | 15.000    |
| Japan (RIAJ)                 | Gold                                                                   | 100.000   |
| Kanada (MC)                  | 2× Platin                                                              | 200.000   |
| Polen (ZPAV)                 | Platin                                                                 | 20.000    |
| Neuseeland (RMNZ)            | Gold                                                                   | 7.500     |
| Russland (NFPF)              | 3× Platin                                                              | 60.000    |
| Ungarn (MAHASZ)              | Gold                                                                   | 3.000     |
| Vereinigte Staaten (RIAA)    | 2× Platin                                                              | 2.000.000 |
| Vereinigtes Königreich (BPI) | Platin                                                                 | 300.000   |
| Insgesamt                    | 7× Gold · 11× Platin ·                                                 | 2.995.500 |

### Circus
| Land/Region                  | Auszeichnungen für Musikverkäufe (Land/Region, Auszeichnung, Verkäufe) | Verkäufe  |
| ---------------------------- | ---------------------------------------------------------------------- | --------- |
| Argentinien (CAPIF)          | Gold                                                                   | 20.000    |
| Australien (ARIA)            | 2× Platin                                                              | 140.000   |
| Belgien (BRMA)               | Gold                                                                   | 15.000    |
| Dänemark (IFPI)              | 2× Platin                                                              | 40.000    |
| Deutschland (BVMI)           | Gold                                                                   | 100.000   |
| Frankreich (SNEP)            | Gold                                                                   | 75.000    |
| Golf-Kooperationsrat (IFPI)  | Gold                                                                   | 3.000     |
| Griechenland (IFPI)          | Gold                                                                   | 5.000     |
| Irland (IRMA)                | Platin                                                                 | 15.000    |
| Japan (RIAJ)                 | Gold                                                                   | 100.000   |
| Kanada (MC)                  | 4× Platin                                                              | 320.000   |
| Mexiko (AMPROFON)            | Gold                                                                   | 40.000    |
| Neuseeland (RMNZ)            | Platin                                                                 | 15.000    |
| Polen (ZPAV)                 | Gold                                                                   | 10.000    |
| Russland (NFPF)              | 2× Platin                                                              | 40.000    |
| Schweiz (IFPI)               | Gold                                                                   | 15.000    |
| Ungarn (MAHASZ)              | Gold                                                                   | 3.000     |
| Vereinigte Staaten (RIAA)    | 3× Platin                                                              | 3.000.000 |
| Vereinigtes Königreich (BPI) | Platin                                                                 | 341.000   |
| Insgesamt                    | 11× Gold · 16× Platin ·                                                | 4.297.000 |

### The Singles Collection
| Land/Region                  | Auszeichnungen für Musikverkäufe (Land/Region, Auszeichnung, Verkäufe) | Verkäufe  |
| ---------------------------- | ---------------------------------------------------------------------- | --------- |
| Australien (ARIA)            | Gold                                                                   | 35.000    |
| Kanada (MC)                  | 6× Platin                                                              | 480.000   |
| Mexiko (AMPROFON)            | Gold                                                                   | 30.000    |
| Neuseeland (RMNZ)            | Gold                                                                   | 7.500     |
| Vereinigte Staaten (RIAA)    | —                                                                      | 268.000   |
| Vereinigtes Königreich (BPI) | 2× Platin                                                              | 600.000   |
| Insgesamt                    | 3× Gold · 8× Platin ·                                                  | 1.420.500 |

### Femme Fatale
| Land/Region                  | Auszeichnungen für Musikverkäufe (Land/Region, Auszeichnung, Verkäufe) | Verkäufe  |
| ---------------------------- | ---------------------------------------------------------------------- | --------- |
| Australien (ARIA)            | Gold                                                                   | 35.000    |
| Brasilien (PMB)              | Gold                                                                   | 20.000    |
| Dänemark (IFPI)              | Gold                                                                   | 10.000    |
| Frankreich (SNEP)            | Gold                                                                   | 50.000    |
| Irland (IRMA)                | Gold                                                                   | 7.500     |
| Kanada (MC)                  | 2× Platin                                                              | 160.000   |
| Mexiko (AMPROFON)            | Gold                                                                   | 30.000    |
| Neuseeland (RMNZ)            | Gold                                                                   | 7.500     |
| Polen (ZPAV)                 | Gold                                                                   | 10.000    |
| Russland (NFPF)              | Platin                                                                 | 20.000    |
| Schweden (IFPI)              | Gold                                                                   | 20.000    |
| Singapur (RIAS)              | Gold                                                                   | 5.000     |
| Südkorea (KMCA)              | Gold                                                                   | 5.000     |
| Tschechien (IFPI)            | Gold                                                                   | 3.000     |
| Vereinigte Staaten (RIAA)    | Platin                                                                 | 1.000.000 |
| Vereinigtes Königreich (BPI) | Gold                                                                   | 100.000   |
| Insgesamt                    | 13× Gold · 4× Platin ·                                                 | 1.538.000 |

### B in the Mix: The Remixes 2
| Land/Region               | Auszeichnungen für Musikverkäufe (Land/Region, Auszeichnung, Verkäufe) | Verkäufe |
| ------------------------- | ---------------------------------------------------------------------- | -------- |
| Vereinigte Staaten (RIAA) | —                                                                      | 30.000   |
| Insgesamt                 | —                                                                      | 30.000   |

### Playlist: The Very Best of Britney Spears
| Land/Region               | Auszeichnungen für Musikverkäufe (Land/Region, Auszeichnung, Verkäufe) | Verkäufe |
| ------------------------- | ---------------------------------------------------------------------- | -------- |
| Vereinigte Staaten (RIAA) | —                                                                      | 170.000  |
| Insgesamt                 | —                                                                      | 170.000  |

### The Essential Britney Spears
| Land/Region                  | Auszeichnungen für Musikverkäufe (Land/Region, Auszeichnung, Verkäufe) | Verkäufe |
| ---------------------------- | ---------------------------------------------------------------------- | -------- |
| Neuseeland (RMNZ)            | Platin                                                                 | 15.000   |
| Vereinigte Staaten (RIAA)    | —                                                                      | 60.000   |
| Vereinigtes Königreich (BPI) | Silber                                                                 | 60.000   |
| Insgesamt                    | 1× Silber · 1× Platin ·                                                | 135.000  |

### Britney Jean
| Land/Region               | Auszeichnungen für Musikverkäufe (Land/Region, Auszeichnung, Verkäufe) | Verkäufe |
| ------------------------- | ---------------------------------------------------------------------- | -------- |
| Frankreich (SNEP)         | —                                                                      | 30.000   |
| Kanada (MC)               | Gold                                                                   | 40.000   |
| Mexiko (AMPROFON)         | Gold                                                                   | 30.000   |
| Venezuela (APFV)          | Gold                                                                   | 5.000    |
| Vereinigte Staaten (RIAA) | Gold                                                                   | 500.000  |
| Insgesamt                 | 4× Gold ·                                                              | 605.000  |

### Glory
| Land/Region               | Auszeichnungen für Musikverkäufe (Land/Region, Auszeichnung, Verkäufe) | Verkäufe |
| ------------------------- | ---------------------------------------------------------------------- | -------- |
| Brasilien (PMB)           | Gold                                                                   | 20.000   |
| Kanada (MC)               | Gold                                                                   | 40.000   |
| Vereinigte Staaten (RIAA) | —                                                                      | 157.000  |
| Insgesamt                 | 2× Gold ·                                                              | 217.000  |

## Auszeichnungen nach Singles

### … Baby One More Time
| Land/Region                  | Auszeichnungen für Musikverkäufe (Land/Region, Auszeichnung, Verkäufe) | Verkäufe  |
| ---------------------------- | ---------------------------------------------------------------------- | --------- |
| Australien (ARIA)            | 3× Platin                                                              | 210.000   |
| Belgien (BRMA)               | 3× Platin                                                              | 150.000   |
| Dänemark (IFPI)              | Platin                                                                 | 90.000    |
| Deutschland (BVMI)           | 3× Gold                                                                | 750.000   |
| Frankreich (SNEP)            | Platin                                                                 | 500.000   |
| Italien (FIMI)               | Platin                                                                 | 100.000   |
| Neuseeland (RMNZ)            | 2× Platin                                                              | 60.000    |
| Niederlande (NVPI)           | Platin                                                                 | 75.000    |
| Norwegen (IFPI)              | 2× Platin                                                              | 40.000    |
| Österreich (IFPI)            | Platin                                                                 | 50.000    |
| Portugal (AFP)               | Gold                                                                   | 5.000     |
| Schweden (IFPI)              | Platin                                                                 | 30.000    |
| Schweiz (IFPI)               | Platin                                                                 | 50.000    |
| Spanien (Promusicae)         | Platin                                                                 | 60.000    |
| Vereinigte Staaten (RIAA)    | 5× Platin                                                              | 5.000.000 |
| Vereinigtes Königreich (BPI) | 4× Platin                                                              | 2.400.000 |
| Insgesamt                    | 2× Gold · 29× Platin ·                                                 | 9.570.000 |

### Sometimes
| Land/Region                  | Auszeichnungen für Musikverkäufe (Land/Region, Auszeichnung, Verkäufe) | Verkäufe  |
| ---------------------------- | ---------------------------------------------------------------------- | --------- |
| Australien (ARIA)            | Platin                                                                 | 70.000    |
| Belgien (BRMA)               | Platin                                                                 | 50.000    |
| Frankreich (SNEP)            | Silber                                                                 | 125.000   |
| Neuseeland (RMNZ)            | Gold                                                                   | 5.000     |
| Niederlande (NVPI)           | Gold                                                                   | 50.000    |
| Schweden (IFPI)              | Gold                                                                   | 20.000    |
| Vereinigte Staaten (RIAA)    | Gold                                                                   | 500.000   |
| Vereinigtes Königreich (BPI) | Platin                                                                 | 600.000   |
| Insgesamt                    | 1× Silber · 4× Gold · 3× Platin ·                                      | 1.430.000 |

### (You Drive Me) Crazy
| Land/Region                  | Auszeichnungen für Musikverkäufe (Land/Region, Auszeichnung, Verkäufe) | Verkäufe  |
| ---------------------------- | ---------------------------------------------------------------------- | --------- |
| Australien (ARIA)            | Platin                                                                 | 70.000    |
| Belgien (BRMA)               | Platin                                                                 | 50.000    |
| Deutschland (BVMI)           | Gold                                                                   | 250.000   |
| Frankreich (SNEP)            | Gold                                                                   | 250.000   |
| Neuseeland (RMNZ)            | Gold                                                                   | 5.000     |
| Schweden (IFPI)              | Platin                                                                 | 30.000    |
| Vereinigte Staaten (RIAA)    | Platin                                                                 | 1.000.000 |
| Vereinigtes Königreich (BPI) | Gold                                                                   | 400.000   |
| Insgesamt                    | 4× Gold · 4× Platin ·                                                  | 2.055.000 |

### Born to Make You Happy
| Land/Region                  | Auszeichnungen für Musikverkäufe (Land/Region, Auszeichnung, Verkäufe) | Verkäufe |
| ---------------------------- | ---------------------------------------------------------------------- | -------- |
| Belgien (BRMA)               | Platin                                                                 | 50.000   |
| Deutschland (BVMI)           | Gold                                                                   | 250.000  |
| Frankreich (SNEP)            | Silber                                                                 | 125.000  |
| Schweden (IFPI)              | Platin                                                                 | 30.000   |
| Vereinigtes Königreich (BPI) | Gold                                                                   | 400.000  |
| Insgesamt                    | 1× Silber · 2× Gold · 2× Platin ·                                      | 855.000  |

### From the Bottom of My Broken Heart
| Land/Region               | Auszeichnungen für Musikverkäufe (Land/Region, Auszeichnung, Verkäufe) | Verkäufe  |
| ------------------------- | ---------------------------------------------------------------------- | --------- |
| Vereinigte Staaten (RIAA) | Platin                                                                 | 1.000.000 |
| Insgesamt                 | 1× Platin ·                                                            | 1.000.000 |

### Oops!… I Did It Again
| Land/Region                  | Auszeichnungen für Musikverkäufe (Land/Region, Auszeichnung, Verkäufe) | Verkäufe  |
| ---------------------------- | ---------------------------------------------------------------------- | --------- |
| Australien (ARIA)            | Platin                                                                 | 70.000    |
| Belgien (BRMA)               | Platin                                                                 | 50.000    |
| Dänemark (IFPI)              | Platin                                                                 | 90.000    |
| Deutschland (BVMI)           | Gold                                                                   | 250.000   |
| Frankreich (SNEP)            | Gold                                                                   | 250.000   |
| Italien (FIMI)               | Gold                                                                   | 35.000    |
| Kanada (MC)                  | Platin                                                                 | 80.000    |
| Neuseeland (RMNZ)            | 2× Platin                                                              | 60.000    |
| Niederlande (NVPI)           | Gold                                                                   | 40.000    |
| Österreich (IFPI)            | Gold                                                                   | 25.000    |
| Portugal (AFP)               | Gold                                                                   | 5.000     |
| Schweden (IFPI)              | 2× Platin                                                              | 60.000    |
| Schweiz (IFPI)               | Gold                                                                   | 25.000    |
| Spanien (Promusicae)         | Platin                                                                 | 60.000    |
| Vereinigte Staaten (RIAA)    | 4× Platin                                                              | 4.000.000 |
| Vereinigtes Königreich (BPI) | 2× Platin                                                              | 1.200.000 |
| Insgesamt                    | 7× Gold · 15× Platin ·                                                 | 6.300.000 |

### Lucky
| Land/Region                  | Auszeichnungen für Musikverkäufe (Land/Region, Auszeichnung, Verkäufe) | Verkäufe  |
| ---------------------------- | ---------------------------------------------------------------------- | --------- |
| Australien (ARIA)            | Platin                                                                 | 70.000    |
| Belgien (BRMA)               | Gold                                                                   | 25.000    |
| Deutschland (BVMI)           | Gold                                                                   | 250.000   |
| Kanada (MC)                  | Gold                                                                   | 40.000    |
| Neuseeland (RMNZ)            | Platin                                                                 | 10.000    |
| Österreich (IFPI)            | Gold                                                                   | 25.000    |
| Schweden (IFPI)              | Platin                                                                 | 30.000    |
| Vereinigte Staaten (RIAA)    | Platin                                                                 | 1.000.000 |
| Vereinigtes Königreich (BPI) | Gold                                                                   | 400.000   |
| Insgesamt                    | 5× Gold · 4× Platin ·                                                  | 1.850.000 |

### Stronger
| Land/Region                  | Auszeichnungen für Musikverkäufe (Land/Region, Auszeichnung, Verkäufe) | Verkäufe  |
| ---------------------------- | ---------------------------------------------------------------------- | --------- |
| Australien (ARIA)            | Gold                                                                   | 35.000    |
| Dänemark (IFPI)              | Gold                                                                   | 10.000    |
| Deutschland (BVMI)           | Gold                                                                   | 250.000   |
| Frankreich (SNEP)            | Silber                                                                 | 125.000   |
| Kanada (MC)                  | Gold                                                                   | 40.000    |
| Neuseeland (RMNZ)            | Gold                                                                   | 5.000     |
| Schweden (IFPI)              | Gold                                                                   | 15.000    |
| Vereinigte Staaten (RIAA)    | Platin                                                                 | 1.000.000 |
| Vereinigtes Königreich (BPI) | Gold                                                                   | 400.000   |
| Insgesamt                    | 1× Silber · 7× Gold · 1× Platin ·                                      | 1.880.000 |

### My Only Wish (This Year)
| Land/Region                  | Auszeichnungen für Musikverkäufe (Land/Region, Auszeichnung, Verkäufe) | Verkäufe  |
| ---------------------------- | ---------------------------------------------------------------------- | --------- |
| Australien (ARIA)            | Gold                                                                   | 35.000    |
| Dänemark (IFPI)              | 3× Platin                                                              | 270.000   |
| Deutschland (BVMI)           | Gold                                                                   | 250.000   |
| Vereinigte Staaten (RIAA)    | Gold                                                                   | 500.000   |
| Vereinigtes Königreich (BPI) | Gold                                                                   | 400.000   |
| Insgesamt                    | 4× Gold · 3× Platin ·                                                  | 1.455.000 |

### Don’t Let Me Be the Last to Know
| Land/Region     | Auszeichnungen für Musikverkäufe (Land/Region, Auszeichnung, Verkäufe) | Verkäufe |
| --------------- | ---------------------------------------------------------------------- | -------- |
| Belgien (BRMA)  | Gold                                                                   | 25.000   |
| Dänemark (IFPI) | Gold                                                                   | 10.000   |
| Insgesamt       | 2× Gold ·                                                              | 35.000   |

### I’m a Slave 4 U
| Land/Region                  | Auszeichnungen für Musikverkäufe (Land/Region, Auszeichnung, Verkäufe) | Verkäufe  |
| ---------------------------- | ---------------------------------------------------------------------- | --------- |
| Australien (ARIA)            | Gold                                                                   | 35.000    |
| Belgien (BRMA)               | Gold                                                                   | 25.000    |
| Frankreich (SNEP)            | Silber                                                                 | 125.000   |
| Norwegen (IFPI)              | Gold                                                                   | 5.000     |
| Schweden (IFPI)              | Gold                                                                   | 15.000    |
| Vereinigte Staaten (RIAA)    | Platin                                                                 | 1.000.000 |
| Vereinigtes Königreich (BPI) | Gold                                                                   | 400.000   |
| Insgesamt                    | 1× Silber · 5× Gold · 1× Platin ·                                      | 1.605.000 |

### Overprotected
| Land/Region                  | Auszeichnungen für Musikverkäufe (Land/Region, Auszeichnung, Verkäufe) | Verkäufe |
| ---------------------------- | ---------------------------------------------------------------------- | -------- |
| Australien (ARIA)            | Gold                                                                   | 35.000   |
| Frankreich (SNEP)            | Silber                                                                 | 125.000  |
| Schweden (IFPI)              | Gold                                                                   | 15.000   |
| Vereinigte Staaten (RIAA)    | Gold                                                                   | 500.000  |
| Vereinigtes Königreich (BPI) | Silber                                                                 | 200.000  |
| Insgesamt                    | 2× Silber · 3× Gold ·                                                  | 875.000  |

### I’m Not a Girl, Not Yet a Woman
| Land/Region                  | Auszeichnungen für Musikverkäufe (Land/Region, Auszeichnung, Verkäufe) | Verkäufe |
| ---------------------------- | ---------------------------------------------------------------------- | -------- |
| Australien (ARIA)            | Gold                                                                   | 35.000   |
| Vereinigtes Königreich (BPI) | Silber                                                                 | 200.000  |
| Insgesamt                    | 1× Silber · 1× Gold ·                                                  | 235.000  |

### I Love Rock ’n’ Roll
| Land/Region       | Auszeichnungen für Musikverkäufe (Land/Region, Auszeichnung, Verkäufe) | Verkäufe |
| ----------------- | ---------------------------------------------------------------------- | -------- |
| Australien (ARIA) | Gold                                                                   | 35.000   |
| Insgesamt         | 1× Gold ·                                                              | 35.000   |

### Boys
| Land/Region       | Auszeichnungen für Musikverkäufe (Land/Region, Auszeichnung, Verkäufe) | Verkäufe |
| ----------------- | ---------------------------------------------------------------------- | -------- |
| Australien (ARIA) | Gold                                                                   | 35.000   |
| Insgesamt         | 1× Gold ·                                                              | 35.000   |

### Me Against the Music
| Land/Region                  | Auszeichnungen für Musikverkäufe (Land/Region, Auszeichnung, Verkäufe) | Verkäufe |
| ---------------------------- | ---------------------------------------------------------------------- | -------- |
| Australien (ARIA)            | Platin                                                                 | 70.000   |
| Norwegen (IFPI)              | Gold                                                                   | 5.000    |
| Vereinigte Staaten (RIAA)    | Gold                                                                   | 500.000  |
| Vereinigtes Königreich (BPI) | Silber                                                                 | 200.000  |
| Insgesamt                    | 1× Silber · 2× Gold · 1× Platin ·                                      | 775.000  |

### Toxic
| Land/Region                  | Auszeichnungen für Musikverkäufe (Land/Region, Auszeichnung, Verkäufe) | Verkäufe  |
| ---------------------------- | ---------------------------------------------------------------------- | --------- |
| Australien (ARIA)            | Platin                                                                 | 70.000    |
| Dänemark (IFPI)              | Platin                                                                 | 90.000    |
| Deutschland (BVMI)           | 3× Gold                                                                | 450.000   |
| Frankreich (SNEP)            | Silber                                                                 | 100.000   |
| Italien (FIMI)               | Platin                                                                 | 70.000    |
| Japan (RIAJ)                 | Gold                                                                   | 100.000   |
| Neuseeland (RMNZ)            | 4× Platin                                                              | 120.000   |
| Norwegen (IFPI)              | Platin                                                                 | 10.000    |
| Portugal (AFP)               | Platin                                                                 | 10.000    |
| Schweden (IFPI)              | Gold                                                                   | 20.000    |
| Spanien (Promusicae)         | Platin                                                                 | 60.000    |
| Vereinigte Staaten (RIAA)    | 6× Platin · + Gold (Mastertone)                                        | 6.500.000 |
| Vereinigtes Königreich (BPI) | 3× Platin                                                              | 1.800.000 |
| Insgesamt                    | 1× Silber · 4× Gold · 20× Platin ·                                     | 9.400.000 |

### Everytime
| Land/Region                  | Auszeichnungen für Musikverkäufe (Land/Region, Auszeichnung, Verkäufe) | Verkäufe  |
| ---------------------------- | ---------------------------------------------------------------------- | --------- |
| Australien (ARIA)            | Gold                                                                   | 35.000    |
| Belgien (BRMA)               | Gold                                                                   | 25.000    |
| Dänemark (IFPI)              | Gold                                                                   | 45.000    |
| Deutschland (BVMI)           | Gold                                                                   | 150.000   |
| Frankreich (SNEP)            | Silber                                                                 | 100.000   |
| Norwegen (IFPI)              | Platin                                                                 | 10.000    |
| Schweden (IFPI)              | Gold                                                                   | 20.000    |
| Vereinigte Staaten (RIAA)    | Platin                                                                 | 1.000.000 |
| Vereinigtes Königreich (BPI) | Platin                                                                 | 600.000   |
| Insgesamt                    | 1× Silber · 5× Gold · 3× Platin ·                                      | 1.985.000 |

### My Prerogative
| Land/Region                  | Auszeichnungen für Musikverkäufe (Land/Region, Auszeichnung, Verkäufe) | Verkäufe |
| ---------------------------- | ---------------------------------------------------------------------- | -------- |
| Australien (ARIA)            | Gold                                                                   | 35.000   |
| Norwegen (IFPI)              | Gold                                                                   | 5.000    |
| Vereinigte Staaten (RIAA)    | Gold                                                                   | 500.000  |
| Vereinigtes Königreich (BPI) | Silber                                                                 | 200.000  |
| Insgesamt                    | 1× Silber · 3× Gold ·                                                  | 740.000  |

### Do Somethin’
| Land/Region               | Auszeichnungen für Musikverkäufe (Land/Region, Auszeichnung, Verkäufe) | Verkäufe |
| ------------------------- | ---------------------------------------------------------------------- | -------- |
| Australien (ARIA)         | Gold                                                                   | 35.000   |
| Vereinigte Staaten (RIAA) | Gold                                                                   | 500.000  |
| Insgesamt                 | 2× Gold ·                                                              | 535.000  |

### Gimme More
| Land/Region                  | Auszeichnungen für Musikverkäufe (Land/Region, Auszeichnung, Verkäufe) | Verkäufe  |
| ---------------------------- | ---------------------------------------------------------------------- | --------- |
| Australien (ARIA)            | Gold                                                                   | 35.000    |
| Dänemark (IFPI)              | Platin                                                                 | 15.000    |
| Deutschland (BVMI)           | Gold                                                                   | 150.000   |
| Italien (FIMI)               | Gold                                                                   | 50.000    |
| Kanada (MC)                  | Gold · + 2× Platin (Ringtone)                                          | 100.000   |
| Neuseeland (RMNZ)            | Platin                                                                 | 30.000    |
| Spanien (Promusicae)         | Gold                                                                   | 30.000    |
| Vereinigte Staaten (RIAA)    | 4× Platin                                                              | 4.000.000 |
| Vereinigtes Königreich (BPI) | Platin                                                                 | 600.000   |
| Insgesamt                    | 5× Gold · 9× Platin ·                                                  | 5.010.000 |

### Piece of Me
| Land/Region                  | Auszeichnungen für Musikverkäufe (Land/Region, Auszeichnung, Verkäufe) | Verkäufe  |
| ---------------------------- | ---------------------------------------------------------------------- | --------- |
| Australien (ARIA)            | Platin                                                                 | 70.000    |
| Dänemark (IFPI)              | Platin                                                                 | 15.000    |
| Deutschland (BVMI)           | Gold                                                                   | 150.000   |
| Kanada (MC)                  | Platin                                                                 | 40.000    |
| Neuseeland (RMNZ)            | Platin                                                                 | 15.000    |
| Schweden (IFPI)              | Gold                                                                   | 20.000    |
| Vereinigte Staaten (RIAA)    | 2× Platin                                                              | 2.000.000 |
| Vereinigtes Königreich (BPI) | Gold                                                                   | 427.000   |
| Insgesamt                    | 3× Gold · 6× Platin ·                                                  | 2.735.000 |

### Break the Ice
| Land/Region                  | Auszeichnungen für Musikverkäufe (Land/Region, Auszeichnung, Verkäufe) | Verkäufe  |
| ---------------------------- | ---------------------------------------------------------------------- | --------- |
| Dänemark (IFPI)              | Gold                                                                   | 7.500     |
| Vereinigte Staaten (RIAA)    | Platin                                                                 | 1.000.000 |
| Vereinigtes Königreich (BPI) | Silber                                                                 | 200.000   |
| Insgesamt                    | 1× Silber · 1× Gold · 1× Platin ·                                      | 1.207.500 |

### Womanizer
| Land/Region                  | Auszeichnungen für Musikverkäufe (Land/Region, Auszeichnung, Verkäufe) | Verkäufe  |
| ---------------------------- | ---------------------------------------------------------------------- | --------- |
| Australien (ARIA)            | Platin                                                                 | 70.000    |
| Belgien (BRMA)               | Gold                                                                   | 15.000    |
| Dänemark (IFPI)              | Platin                                                                 | 15.000    |
| Deutschland (BVMI)           | Gold                                                                   | 150.000   |
| Finnland (IFPI)              | Gold                                                                   | 5.813     |
| Italien (FIMI)               | Gold                                                                   | 35.000    |
| Neuseeland (RMNZ)            | Gold                                                                   | 7.500     |
| Schweden (IFPI)              | Gold                                                                   | 20.000    |
| Spanien (Promusicae)         | Gold                                                                   | 20.000    |
| Vereinigte Staaten (RIAA)    | 6× Platin                                                              | 6.000.000 |
| Vereinigtes Königreich (BPI) | Platin                                                                 | 835.000   |
| Insgesamt                    | 7× Gold · 9× Platin ·                                                  | 7.172.313 |

### Circus
| Land/Region                  | Auszeichnungen für Musikverkäufe (Land/Region, Auszeichnung, Verkäufe) | Verkäufe  |
| ---------------------------- | ---------------------------------------------------------------------- | --------- |
| Australien (ARIA)            | Platin                                                                 | 70.000    |
| Dänemark (IFPI)              | Gold                                                                   | 7.500     |
| Deutschland (BVMI)           | Gold                                                                   | 150.000   |
| Neuseeland (RMNZ)            | Gold                                                                   | 7.500     |
| Vereinigte Staaten (RIAA)    | 5× Platin                                                              | 5.000.000 |
| Vereinigtes Königreich (BPI) | Platin                                                                 | 600.000   |
| Insgesamt                    | 3× Gold · 7× Platin ·                                                  | 5.835.000 |

### If U Seek Amy
| Land/Region                  | Auszeichnungen für Musikverkäufe (Land/Region, Auszeichnung, Verkäufe) | Verkäufe  |
| ---------------------------- | ---------------------------------------------------------------------- | --------- |
| Australien (ARIA)            | Gold                                                                   | 35.000    |
| Vereinigte Staaten (RIAA)    | 2× Platin                                                              | 2.000.000 |
| Vereinigtes Königreich (BPI) | Silber                                                                 | 200.000   |
| Insgesamt                    | 1× Silber · 1× Gold · 2× Platin ·                                      | 2.235.000 |

### Radar
| Land/Region               | Auszeichnungen für Musikverkäufe (Land/Region, Auszeichnung, Verkäufe) | Verkäufe  |
| ------------------------- | ---------------------------------------------------------------------- | --------- |
| Vereinigte Staaten (RIAA) | Platin                                                                 | 1.000.000 |
| Insgesamt                 | 1× Platin ·                                                            | 1.000.000 |

### 3
| Land/Region                  | Auszeichnungen für Musikverkäufe (Land/Region, Auszeichnung, Verkäufe) | Verkäufe  |
| ---------------------------- | ---------------------------------------------------------------------- | --------- |
| Australien (ARIA)            | Platin                                                                 | 70.000    |
| Japan (RIAJ)                 | Gold                                                                   | 100.000   |
| Kanada (MC)                  | 2× Platin                                                              | 80.000    |
| Neuseeland (RMNZ)            | Gold                                                                   | 7.500     |
| Südkorea (KMCA)              | —                                                                      | 506.954   |
| Vereinigte Staaten (RIAA)    | 3× Platin                                                              | 3.000.000 |
| Vereinigtes Königreich (BPI) | Silber                                                                 | 200.000   |
| Insgesamt                    | 1× Silber · 2× Gold · 6× Platin ·                                      | 3.964.454 |

### Hold It Against Me
| Land/Region                  | Auszeichnungen für Musikverkäufe (Land/Region, Auszeichnung, Verkäufe) | Verkäufe  |
| ---------------------------- | ---------------------------------------------------------------------- | --------- |
| Australien (ARIA)            | Platin                                                                 | 70.000    |
| Mexiko (AMPROFON)            | Gold                                                                   | 30.000    |
| Neuseeland (RMNZ)            | Gold                                                                   | 7.500     |
| Schweden (IFPI)              | 2× Platin                                                              | 80.000    |
| Vereinigte Staaten (RIAA)    | 2× Platin                                                              | 2.000.000 |
| Vereinigtes Königreich (BPI) | Silber                                                                 | 200.000   |
| Insgesamt                    | 1× Silber · 2× Gold · 5× Platin ·                                      | 2.387.500 |

### Till the World Ends
| Land/Region                  | Auszeichnungen für Musikverkäufe (Land/Region, Auszeichnung, Verkäufe) | Verkäufe  |
| ---------------------------- | ---------------------------------------------------------------------- | --------- |
| Australien (ARIA)            | 2× Platin                                                              | 140.000   |
| Belgien (BRMA)               | Gold                                                                   | 15.000    |
| Dänemark (IFPI)              | Gold                                                                   | 15.000    |
| Frankreich (SNEP)            | —                                                                      | 104.800   |
| Italien (FIMI)               | Gold                                                                   | 15.000    |
| Mexiko (AMPROFON)            | Gold                                                                   | 30.000    |
| Neuseeland (RMNZ)            | Gold                                                                   | 7.500     |
| Schweden (IFPI)              | 3× Platin                                                              | 120.000   |
| Schweiz (IFPI)               | Gold                                                                   | 15.000    |
| Vereinigte Staaten (RIAA)    | 4× Platin                                                              | 4.000.000 |
| Vereinigtes Königreich (BPI) | Silber                                                                 | 200.000   |
| Insgesamt                    | 1× Silber · 6× Gold · 9× Platin ·                                      | 4.662.300 |

### S&M (Remix)
| Land/Region               | Auszeichnungen für Musikverkäufe (Land/Region, Auszeichnung, Verkäufe) | Verkäufe |
| ------------------------- | ---------------------------------------------------------------------- | -------- |
| Brasilien (PMB)           | Gold                                                                   | 30.000   |
| Vereinigte Staaten (RIAA) | Gold                                                                   | 500.000  |
| Insgesamt                 | 2× Gold ·                                                              | 530.000  |

### I Wanna Go
| Land/Region               | Auszeichnungen für Musikverkäufe (Land/Region, Auszeichnung, Verkäufe) | Verkäufe  |
| ------------------------- | ---------------------------------------------------------------------- | --------- |
| Australien (ARIA)         | Gold                                                                   | 35.000    |
| Frankreich (SNEP)         | —                                                                      | 83.700    |
| Schweden (IFPI)           | Platin                                                                 | 40.000    |
| Vereinigte Staaten (RIAA) | 2× Platin                                                              | 2.000.000 |
| Insgesamt                 | 1× Gold · 3× Platin ·                                                  | 2.158.700 |

### Criminal
| Land/Region               | Auszeichnungen für Musikverkäufe (Land/Region, Auszeichnung, Verkäufe) | Verkäufe  |
| ------------------------- | ---------------------------------------------------------------------- | --------- |
| Vereinigte Staaten (RIAA) | Platin                                                                 | 1.000.000 |
| Insgesamt                 | 1× Platin ·                                                            | 1.000.000 |

### Scream & Shout
| Land/Region                  | Auszeichnungen für Musikverkäufe (Land/Region, Auszeichnung, Verkäufe) | Verkäufe  |
| ---------------------------- | ---------------------------------------------------------------------- | --------- |
| Australien (ARIA)            | 6× Platin                                                              | 420.000   |
| Belgien (BRMA)               | 2× Platin                                                              | 60.000    |
| Brasilien (PMB)              | Diamant                                                                | 250.000   |
| Dänemark (IFPI)              | Platin                                                                 | 30.000    |
| Deutschland (BVMI)           | 4× Platin                                                              | 1.200.000 |
| Finnland (IFPI)              | —                                                                      | 20.932    |
| Frankreich (SNEP)            | Platin                                                                 | 205.800   |
| Italien (FIMI)               | 4× Platin                                                              | 120.000   |
| Mexiko (AMPROFON)            | 5× Gold                                                                | 150.000   |
| Neuseeland (RMNZ)            | 3× Platin                                                              | 45.000    |
| Österreich (IFPI)            | Platin                                                                 | 30.000    |
| Schweden (IFPI)              | 3× Platin                                                              | 120.000   |
| Schweiz (IFPI)               | 2× Platin                                                              | 60.000    |
| Spanien (Promusicae)         | Platin                                                                 | 60.000    |
| Vereinigte Staaten (RIAA)    | 3× Platin                                                              | 3.000.000 |
| Vereinigtes Königreich (BPI) | 2× Platin                                                              | 1.300.000 |
| Insgesamt                    | 1× Gold · 35× Platin · 1× Diamant ·                                    | 7.071.732 |

### Work Bitch
| Land/Region                  | Auszeichnungen für Musikverkäufe (Land/Region, Auszeichnung, Verkäufe) | Verkäufe  |
| ---------------------------- | ---------------------------------------------------------------------- | --------- |
| Australien (ARIA)            | Gold                                                                   | 35.000    |
| Frankreich (SNEP)            | —                                                                      | 34.200    |
| Italien (FIMI)               | Gold                                                                   | 15.000    |
| Kanada (MC)                  | Platin                                                                 | 80.000    |
| Mexiko (AMPROFON)            | Gold                                                                   | 30.000    |
| Neuseeland (RMNZ)            | Gold                                                                   | 7.500     |
| Schweden (IFPI)              | Platin                                                                 | 40.000    |
| Vereinigte Staaten (RIAA)    | 2× Platin                                                              | 2.000.000 |
| Vereinigtes Königreich (BPI) | Gold                                                                   | 400.000   |
| Insgesamt                    | 5× Gold · 4× Platin ·                                                  | 2.641.700 |

### Pretty Girls
| Land/Region               | Auszeichnungen für Musikverkäufe (Land/Region, Auszeichnung, Verkäufe) | Verkäufe |
| ------------------------- | ---------------------------------------------------------------------- | -------- |
| Polen (ZPAV)              | Gold                                                                   | 10.000   |
| Vereinigte Staaten (RIAA) | Gold                                                                   | 500.000  |
| Insgesamt                 | 2× Gold ·                                                              | 510.000  |

### Make Me…
| Land/Region               | Auszeichnungen für Musikverkäufe (Land/Region, Auszeichnung, Verkäufe) | Verkäufe  |
| ------------------------- | ---------------------------------------------------------------------- | --------- |
| Kanada (MC)               | Gold                                                                   | 40.000    |
| Mexiko (AMPROFON)         | Gold                                                                   | 30.000    |
| Vereinigte Staaten (RIAA) | Platin                                                                 | 1.000.000 |
| Insgesamt                 | 2× Gold · 1× Platin ·                                                  | 1.070.000 |

### Hold Me Closer
| Land/Region                  | Auszeichnungen für Musikverkäufe (Land/Region, Auszeichnung, Verkäufe) | Verkäufe  |
| ---------------------------- | ---------------------------------------------------------------------- | --------- |
| Australien (ARIA)            | Gold                                                                   | 35.000    |
| Belgien (BRMA)               | Gold                                                                   | 20.000    |
| Brasilien (PMB)              | Gold                                                                   | 20.000    |
| Dänemark (IFPI)              | Platin                                                                 | 90.000    |
| Frankreich (SNEP)            | Platin                                                                 | 200.000   |
| Italien (FIMI)               | Platin                                                                 | 100.000   |
| Kanada (MC)                  | Gold                                                                   | 40.000    |
| Österreich (IFPI)            | Platin                                                                 | 30.000    |
| Polen (ZPAV)                 | Platin                                                                 | 50.000    |
| Schweiz (IFPI)               | Gold                                                                   | 10.000    |
| Spanien (Promusicae)         | Platin                                                                 | 60.000    |
| Vereinigte Staaten (RIAA)    | Platin                                                                 | 1.000.000 |
| Vereinigtes Königreich (BPI) | Platin                                                                 | 600.000   |
| Insgesamt                    | 5× Gold · 8× Platin ·                                                  | 2.255.000 |

## Auszeichnungen nach Musikstreamings

### Till the World Ends
| Land/Region     | Auszeichnungen für Musikverkäufe (Land/Region, Auszeichnung, Verkäufe) | Verkäufe |
| --------------- | ---------------------------------------------------------------------- | -------- |
| Dänemark (IFPI) | Gold                                                                   | 50.000   |
| Insgesamt       | 1× Gold ·                                                              | 50.000   |

### Work Bitch
| Land/Region     | Auszeichnungen für Musikverkäufe (Land/Region, Auszeichnung, Verkäufe) | Verkäufe |
| --------------- | ---------------------------------------------------------------------- | -------- |
| Dänemark (IFPI) | Gold                                                                   | 900.000  |
| Insgesamt       | 1× Gold ·                                                              | 900.000  |

### Scream & Shout
| Land/Region     | Auszeichnungen für Musikverkäufe (Land/Region, Auszeichnung, Verkäufe) | Verkäufe  |
| --------------- | ---------------------------------------------------------------------- | --------- |
| Dänemark (IFPI) | 3× Platin                                                              | 5.400.000 |
| Insgesamt       | 3× Platin ·                                                            | 5.400.000 |

## Auszeichnungen nach Videoalben

### Time Out with Britney Spears
| Land/Region                  | Auszeichnungen für Musikverkäufe (Land/Region, Auszeichnung, Verkäufe) | Verkäufe |
| ---------------------------- | ---------------------------------------------------------------------- | -------- |
| Deutschland (BVMI)           | Gold                                                                   | 25.000   |
| Kanada (MC)                  | 4× Platin                                                              | 40.000   |
| Vereinigte Staaten (RIAA)    | 3× Platin                                                              | 300.000  |
| Vereinigtes Königreich (BPI) | Gold                                                                   | 25.000   |
| Insgesamt                    | 2× Gold · 7× Platin ·                                                  | 390.000  |

### Britney Spears: Live and More!
| Land/Region                  | Auszeichnungen für Musikverkäufe (Land/Region, Auszeichnung, Verkäufe) | Verkäufe |
| ---------------------------- | ---------------------------------------------------------------------- | -------- |
| Deutschland (BVMI)           | Gold                                                                   | 25.000   |
| Frankreich (SNEP)            | Platin                                                                 | 20.000   |
| Vereinigte Staaten (RIAA)    | 3× Platin                                                              | 300.000  |
| Vereinigtes Königreich (BPI) | Platin                                                                 | 50.000   |
| Insgesamt                    | 1× Gold · 5× Platin ·                                                  | 395.000  |

### Britney: The Videos
| Land/Region                  | Auszeichnungen für Musikverkäufe (Land/Region, Auszeichnung, Verkäufe) | Verkäufe |
| ---------------------------- | ---------------------------------------------------------------------- | -------- |
| Frankreich (SNEP)            | Platin                                                                 | 20.000   |
| Vereinigte Staaten (RIAA)    | 2× Platin                                                              | 200.000  |
| Vereinigtes Königreich (BPI) | Gold                                                                   | 25.000   |
| Insgesamt                    | 1× Gold · 3× Platin ·                                                  | 245.000  |

### Live from Vegas
| Land/Region                  | Auszeichnungen für Musikverkäufe (Land/Region, Auszeichnung, Verkäufe) | Verkäufe |
| ---------------------------- | ---------------------------------------------------------------------- | -------- |
| Argentinien (CAPIF)          | Platin                                                                 | 8.000    |
| Australien (ARIA)            | Platin                                                                 | 15.000   |
| Frankreich (SNEP)            | Platin                                                                 | 20.000   |
| Mexiko (AMPROFON)            | Gold                                                                   | 10.000   |
| Portugal (AFP)               | Silber                                                                 | 2.000    |
| Vereinigte Staaten (RIAA)    | 2× Platin                                                              | 200.000  |
| Vereinigtes Königreich (BPI) | Gold                                                                   | 25.000   |
| Insgesamt                    | 1× Silber · 2× Gold · 5× Platin ·                                      | 280.000  |

### Britney Spears: In the Zone
| Land/Region                  | Auszeichnungen für Musikverkäufe (Land/Region, Auszeichnung, Verkäufe) | Verkäufe |
| ---------------------------- | ---------------------------------------------------------------------- | -------- |
| Australien (ARIA)            | Gold                                                                   | 7.500    |
| Brasilien (PMB)              | Gold                                                                   | 15.000   |
| Frankreich (SNEP)            | Platin                                                                 | 20.000   |
| Mexiko (AMPROFON)            | Gold                                                                   | 10.000   |
| Vereinigte Staaten (RIAA)    | Platin                                                                 | 100.000  |
| Vereinigtes Königreich (BPI) | Gold                                                                   | 25.000   |
| Insgesamt                    | 4× Gold · 2× Platin ·                                                  | 177.500  |

### Greatest Hits: My Prerogative
| Land/Region               | Auszeichnungen für Musikverkäufe (Land/Region, Auszeichnung, Verkäufe) | Verkäufe |
| ------------------------- | ---------------------------------------------------------------------- | -------- |
| Australien (ARIA)         | 3× Platin                                                              | 45.000   |
| Frankreich (SNEP)         | Platin                                                                 | 20.000   |
| Japan (RIAJ)              | Gold                                                                   | 100.000  |
| Mexiko (AMPROFON)         | Gold                                                                   | 10.000   |
| Portugal (AFP)            | Gold                                                                   | 4.000    |
| Vereinigte Staaten (RIAA) | 2× Platin                                                              | 200.000  |
| Insgesamt                 | 3× Gold · 6× Platin ·                                                  | 379.000  |

### Britney Spears Live: The Femme Fatale Tour
| Land/Region               | Auszeichnungen für Musikverkäufe (Land/Region, Auszeichnung, Verkäufe) | Verkäufe |
| ------------------------- | ---------------------------------------------------------------------- | -------- |
| Australien (ARIA)         | Gold                                                                   | 7.500    |
| Frankreich (SNEP)         | Gold                                                                   | 10.000   |
| Vereinigte Staaten (RIAA) | Platin                                                                 | 100.000  |
| Insgesamt                 | 2× Gold · 1× Platin ·                                                  | 117.500  |

## Statistik und Quellen
| Land/RegionAuszeichnungen für Musikverkäufe (Land/Region, Auszeichnungen, Verkäufe, Quellen) | Silber       | Gold         | Platin         | Diamant     | Verkäufe     | Quellen                                                         |
| -------------------------------------------------------------------------------------------- | ------------ | ------------ | -------------- | ----------- | ------------ | --------------------------------------------------------------- |
| Argentinien (CAPIF)                                                                          | —            | 2× Gold2     | 8× Platin8     | —           | 428.000      | capif.org.ar AR2                                                |
| Australien (ARIA)                                                                            | —            | 19× Gold19   | 40× Platin40   | —           | 3.225.000    | aria.com.au                                                     |
| Belgien (BRMA)                                                                               | —            | 11× Gold11   | 16× Platin16   | —           | 965.000      | ultratop.be                                                     |
| Brasilien (PMB)                                                                              | —            | 10× Gold10   | —              | Diamant1    | 685.000      | pro-musicabr.org.br                                             |
| Dänemark (IFPI)                                                                              | —            | 10× Gold10   | 24× Platin24   | —           | 1.035.000    | ifpi.dk                                                         |
| Deutschland (BVMI)                                                                           | —            | 19× Gold19   | 12× Platin12   | —           | 7.150.000    | musikindustrie.de                                               |
| Europa (IFPI)                                                                                | —            | —            | 12× Platin12   | —           | (12.000.000) | ifpi.org (Memento vom 1. Januar 2014 im Internet Archive)       |
| Finnland (IFPI)                                                                              | —            | 4× Gold4     | 2× Platin2     | —           | 181.110      | ifpi.fi FI2                                                     |
| Frankreich (SNEP)                                                                            | 7× Silber7   | 10× Gold10   | 12× Platin12   | —           | 4.313.800    | infodisc.fr snepmusique.com                                     |
| Golf-Kooperationsrat (IFPI)                                                                  | —            | Gold1        | —              | —           | 3.000        | ifpi.org                                                        |
| Griechenland (IFPI)                                                                          | —            | 3× Gold3     | —              | —           | 25.000       | Einzelnachweise                                                 |
| Irland (IRMA)                                                                                | —            | Gold1        | 2× Platin2     | —           | 37.500       | irishcharts.ie                                                  |
| Italien (FIMI)                                                                               | —            | 5× Gold5     | 8× Platin8     | —           | 640.000      | fimi.it                                                         |
| Japan (RIAJ)                                                                                 | —            | 5× Gold5     | 7× Platin7     | —           | 2.000.000    | riaj.or.jp JP2                                                  |
| Kanada (MC)                                                                                  | —            | 7× Gold7     | 37× Platin37   | Diamant1    | 4.246.000    | musiccanada.com                                                 |
| Mexiko (AMPROFON)                                                                            | —            | 13× Gold13   | 7× Platin7     | —           | 1.295.000    | amprofon.com.mx                                                 |
| Neuseeland (RMNZ)                                                                            | —            | 14× Gold14   | 21× Platin21   | —           | 542.500      | aotearoamusiccharts.co.nz NZ2 NZ3                               |
| Niederlande (NVPI)                                                                           | —            | 3× Gold3     | 6× Platin6     | —           | 595.000      | nvpi.nl                                                         |
| Norwegen (IFPI)                                                                              | —            | 5× Gold5     | 6× Platin6     | —           | 215.000      | ifpi.no (Memento vom 5. November 2012 im Internet Archive)      |
| Österreich (IFPI)                                                                            | —            | 3× Gold3     | 8× Platin8     | —           | 405.000      | ifpi.at                                                         |
| Polen (ZPAV)                                                                                 | —            | 3× Gold3     | 5× Platin5     | —           | 320.000      | olis.pl                                                         |
| Portugal (AFP)                                                                               | Silber1      | 4× Gold4     | 4× Platin4     | —           | 166.000      | Einzelnachweise                                                 |
| Russland (NFPF)                                                                              | —            | —            | 10× Platin10   | —           | 200.000      | 2m-online.ru (Memento vom 15. Februar 2009 im Internet Archive) |
| Schweden (IFPI)                                                                              | —            | 11× Gold11   | 18× Platin18   | —           | 975.000      | sverigetopplistan.se                                            |
| Schweiz (IFPI)                                                                               | —            | 6× Gold6     | 8× Platin8     | —           | 440.000      | hitparade.ch                                                    |
| Singapur (RIAS)                                                                              | —            | 2× Gold2     | —              | —           | 10.000       | Einzelnachweise                                                 |
| Spanien (Promusicae)                                                                         | —            | 4× Gold4     | 11× Platin11   | —           | 1.050.000    | elportaldemusica.es ES2 ES3                                     |
| Südafrika (RISA)                                                                             | —            | —            | Platin1        | —           | 50.000       | mi2n.com                                                        |
| Südkorea (KMCA)                                                                              | —            | Gold1        | —              | —           | 621.754      | Einzelnachweise                                                 |
| Tschechien (IFPI)                                                                            | —            | Gold1        | —              | —           | 13.000       | Einzelnachweise                                                 |
| Ungarn (MAHASZ)                                                                              | —            | 6× Gold6     | —              | —           | 61.000       | slagerlistak.hu                                                 |
| Uruguay (CUD)                                                                                | —            | —            | Platin1        | —           | 6.000        | cudisco.org (Memento vom 9. Dezember 2004 im Internet Archive)  |
| Venezuela (APFV)                                                                             | —            | Gold1        | —              | —           | 5.000        | Einzelnachweise                                                 |
| Vereinigte Staaten (RIAA)                                                                    | —            | 10× Gold10   | 93× Platin93   | 2× Diamant2 | 107.004.000  | riaa.com                                                        |
| Vereinigtes Königreich (BPI)                                                                 | 10× Silber10 | 13× Gold13   | 34× Platin34   | —           | 21.052.000   | bpi.co.uk                                                       |
| Insgesamt                                                                                    | 18× Silber18 | 207× Gold207 | 413× Platin413 | 4× Diamant4 |              |                                                                 |